# Eduardo Ramírez Aguilar
Oscar Eduardo Ramírez Aguilar (Comitán de Domínguez, 13 ottobre 1977) è un politico messicano, governatore del Chiapas dall'8 dicembre 2024.

## Biografia
Eduardo Ramírez nasce a Comitán de Domínguez, città del Chiapas, il 13 ottobre 1977. Nel 1997 si laurea in giurisprudenza presso l'Universidad Realista de México, conseguendo poi un master nel 2010 in diritto costituzionale all'Istituto di studi superiori Manuel José de Rojas e un dottorato nel 2012 in scienze politiche all'Istituto nazionale di studi fiscali.

### Carriera politica
Entra in politica nel 2008, candidandosi alle elezioni per la guida della sua città natale. Viene eletto, ricoprendo il mandato per due anni. Durante la carica di sindaco entra all'interno del Partito Verde Ecologista.
In occasione delle elezioni parlamentari del 2012 si candida alla Camera dei deputati, dove viene eletto in rappresentanza dello Stato del Chiapas. Tuttavia, il 13 luglio 2013 lascia anticipatamente il mandato di deputato, perché nominato nel frattempo segretario del governo del Chiapas dall'allora governatore Manuel Velasco Coello.
Dal 2015 viene eletto deputato locale. Rimane in carica fino al 2018, quando si candida alle parlamentari come senatore, risultando eletto. In quest'occasione lascia il PVEM per entrare nel partito Morena.
Nell'agosto 2020 viene eletto presidente del Senato per il periodo 2020-2021, incarico che assume dal 1º settembre seguente.
Il 13 giugno 2023 è eletto all'unanimità capogruppo di Morena alla Camera, sostituendo il politico Ricardo Monreal Ávila. Assume ufficialmente la carica dal 16 giugno successivo. In tale occasione afferma pubblicamente la sua volontà di candidarsi in futuro come governatore del Chiapas.
A tal proposito, il 1º febbraio 2024 lascia il Senato per cominciare la sua campagna elettorale nella coalizione "Sigamos Haciendo Historia", perché candidato alle elezioni statali nel Chiapas del 2024.
Il 2 giugno dello stesso anno anno vince le elezioni statali col 79% dei voti. L'8 dicembre seguente entra ufficialmente in carica.